# Vuelta a Colombia 1989
La 39.ª edición de la Vuelta a Colombia (patrocinada como: Vuelta a Colombia Colmena) tuvo lugar entre el 6 y el 18 de junio de 1989. El boyacense Oliverio Rincón Quintana del equipo Castalia se coronó campeón con un tiempo de 39 h, 34 min y 8 s. 

## Equipos participantes
Un total de 120 ciclistas tomaron la partida, distribuidos en 14 equipos, 3 de ellos profesionales y 11 aficionados:
| Equipo                         | Categoría   |
| ------------------------------ | ----------- |
| Cafam                          | Aficionado  |
| Café de Colombia               | Aficionado  |
| Castalia                       | Aficionado  |
| Costa Rica                     | Aficionado  |
| Ecuador                        | Aficionado  |
| Estados Unidos                 | Aficionado  |
| Ferretería Orjuela             | Aficionado  |
| Fruticol                       | Aficionado  |
| Manzana Postobón               | Profesional |
| Motores Kholer-Dragas HG       | Aficionado  |
| Pinturas Philaac               | Aficionado  |
| Pony Malta-Avianca Aficionado  | Aficionado  |
| Pony Malta-Avianca Profesional | Profesional |
| Varta-Kelme                    | Profesional |

## Etapas
| Etapa      | Fecha       | Recorrido                                  | Distancia (km) | Ganador               | Líder                 |
| ---------- | ----------- | ------------------------------------------ | -------------- | --------------------- | --------------------- |
| Prólogo    | 6 de junio  | Envigado Polideportivo (No válida para CG) | 7,4 (CRI)      | Luis Alberto González | Luis Alberto González |
| 1.ª etapa  | 7 de junio  | El Carmen - Rionegro (No válida para CG)   | 49,9 (CRE)     | Equipo Varta-Kelme    | Luis Alberto González |
| 2.ª etapa  | 8 de junio  | Bello - Supía                              | 160,7          | Jorge León Otálvaro   | Jorge León Otálvaro   |
| 3.ª etapa  | 9 de junio  | Riosucio - Armenia                         | 162            | Reynel Montoya        | Jorge León Otálvaro   |
| 4.ª etapa  | 10 de junio | Armenia - Cali                             | 209            | Tom Harberts          | Jorge León Otálvaro   |
| 5.ª etapa  | 11 de junio | Palmira - Buga                             | 146,5          | Reynel Montoya        | Jorge León Otálvaro   |
| 6.ª etapa  | 12 de junio | Tuluá - Manizales                          | 169            | Oliverio Rincón       | Oliverio Rincón       |
| 7.ª etapa  | 13 de junio | Pereira - Ibagué                           | 133            | Óscar de Jesús Vargas | Oliverio Rincón       |
| 8.ª etapa  | 14 de junio | Ibagué - Fusagasugá                        | 146,5          | Celio Roncancio       | Oliverio Rincón       |
| 9.ª etapa  | 15 de junio | Fusagasugá - Alto de San Miguel            | 23,1 (CRI)     | Oliverio Rincón       | Oliverio Rincón       |
| 10.ª etapa | 16 de junio | Zipaquirá - Sogamoso                       | 194,6          | Demetrio Cuspoca      | Oliverio Rincón       |
| 11.ª etapa | 17 de junio | Duitama - Bogotá                           | 204,7          | Heriberto Castro      | Oliverio Rincón       |
| 12.ª etapa | 18 de junio | Bogotá-La Caro-Bogotá                      | 40 (CRI)       | Fabio Parra           | Oliverio Rincón       |

## Clasificaciones finales

### Clasificación general
Los diez primeros en la clasificación general final fueron:
| Clasificación general |                        |                                |                  |
| Ciclista              | Ciclista               | Equipo                         | Tiempo           |
| --------------------- | ---------------------- | ------------------------------ | ---------------- |
| 1.º                   | Oliverio Rincón        | Castalia                       | 39 h 34 min 08 s |
| 2.º                   | Fabio Parra            | Varta-Kelme                    | + 2 min 17 s     |
| 3.º                   | Reynel Montoya         | Manzana Postobón               | + 3 min 10 s     |
| 4.º                   | Luis Alberto González  | Pony Malta Avianca Profesional | + 5 min 18 s     |
| 5.º                   | Fabio Hernán Rodríguez | Pony Malta Avianca Profesional | + 6 min 13 s     |
| 6.º                   | Carlos Mario Jaramillo | Manzana Postobón               | + 7 min 18 s     |
| 7.º                   | Augusto Triana         | Cafam                          | + 14 min 18 s    |
| 8.º                   | Dubán Ramírez          | Pony Malta Aficionado          | + 15 min 37 s    |
| 9.º                   | Celio Roncancio        | Pony Malta Avianca Profesional | + 20 min 15 s    |
| 10.º                  | Héctor Betancur        | Castalia                       | + 21 min 38 s    |

### Clasificación de la montaña
| Clasificación de la montaña |                        |                  |        |
| Ciclista                    | Ciclista               | Equipo           | Puntos |
| --------------------------- | ---------------------- | ---------------- | ------ |
| 1.º                         | Oliverio Rincón        | Castalia         | 99     |
| 2.º                         | Reynel Montoya         | Manzana Postobón | 91     |
| 3.º                         | Carlos Mario Jaramillo | Manzana Postobón | 33     |

### Clasificación de las metas volantes
| Clasificación de las metas volantes |               |                                |        |
| Ciclista                            | Ciclista      | Equipo                         | Puntos |
| ----------------------------------- | ------------- | ------------------------------ | ------ |
| 1.º                                 | Álvaro Lozano | Pony Malta Avianca Profesional | 55     |
| 2.º                                 | Carlos Ravelo | Castalia                       | 24     |

### Clasificación de la combinada
| Clasificación de la combinada |                     |                                |        |
| Ciclista                      | Ciclista            | Equipo                         | Puntos |
| ----------------------------- | ------------------- | ------------------------------ | ------ |
| 1.º                           | Oliverio Rincón     | Castalia                       | 20     |
| 2.º                           | Celio Roncancio     | Pony Malta Avianca Profesional | 32     |
| 3.º                           | Jorge León Otálvaro | Castalia                       | ND     |

### Clasificación de la regularidad
| Clasificación de la regularidad |                 |                  |        |
| Ciclista                        | Ciclista        | Equipo           | Puntos |
| ------------------------------- | --------------- | ---------------- | ------ |
| 1.º                             | Reynel Montoya  | Manzana Postobón | 144    |
| 2.º                             | Oliverio Rincón | Castalia         | 106    |
| 2.º                             | Fabio Parra     | Varta-Kelme      | 73     |

### Clasificación de los novatos
| Clasificación de los novatos |                       |                       |                  |
| Ciclista                     | Ciclista              | Equipo                | Tiempo           |
| ---------------------------- | --------------------- | --------------------- | ---------------- |
| 1.º                          | Oliverio Rincón       | Castalia              | 39 h 34 min 08 s |
| 2.º                          | Augusto Triana        | Cafam                 | + 14 min 18 s    |
| 3.º                          | Miguel Ángel Sanabria | Pony Malta Aficionado | + 29 min 17 s    |

### Clasificación por equipos
| Clasificación por equipos |                                |                   |
| Equipo                    | Equipo                         | Tiempo            |
| ------------------------- | ------------------------------ | ----------------- |
| 1.º                       | Manzana Postobón               | 119 h 51 min 20 s |
| 2.º                       | Pony Malta Avianca Profesional | + 7 min 05 s      |
| 3.º                       | Castalia                       | + 32 min 40 s     |